# Naturwissenschaftliche Universität Tokio

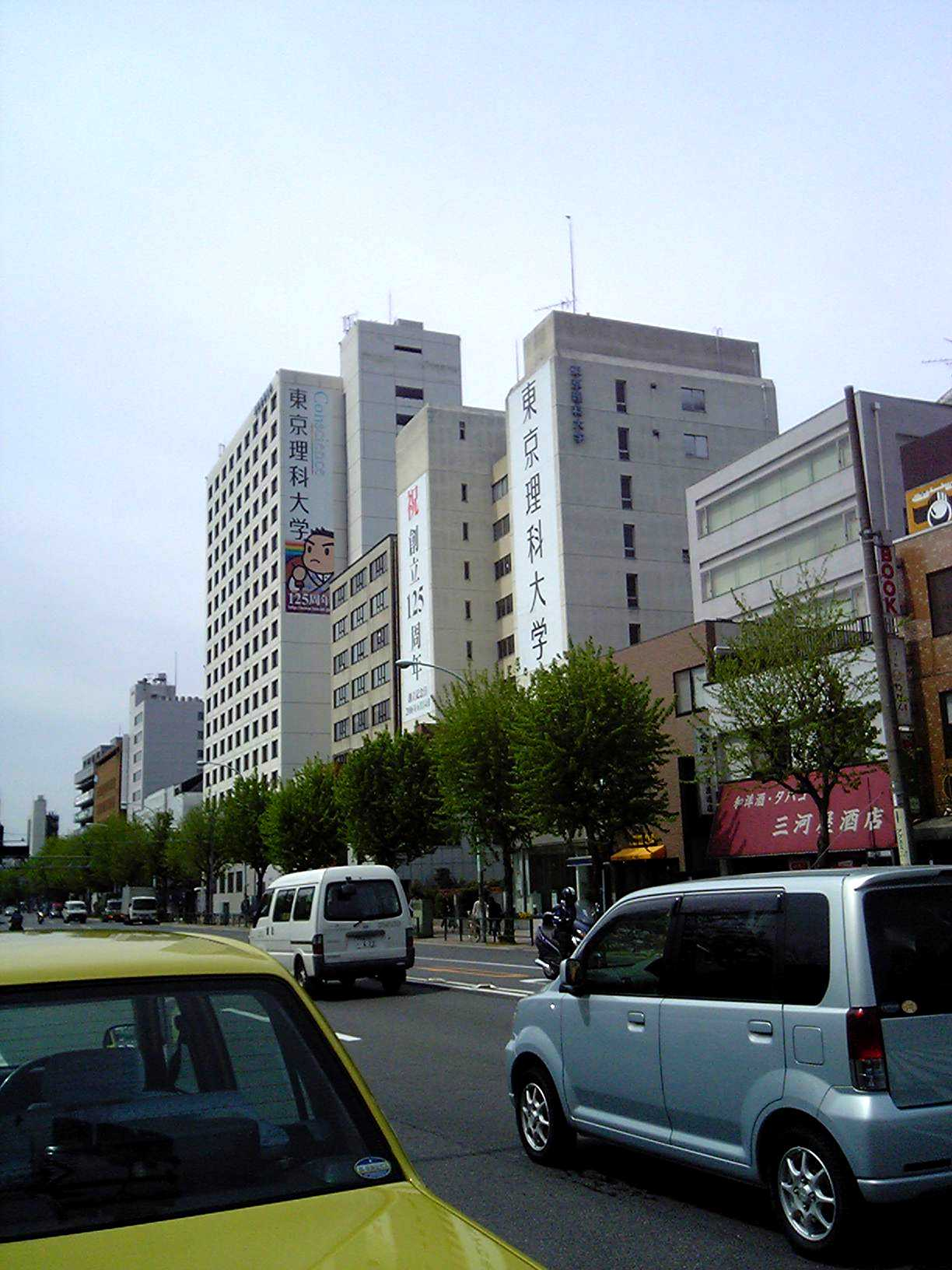
Kagurazaka-Campus

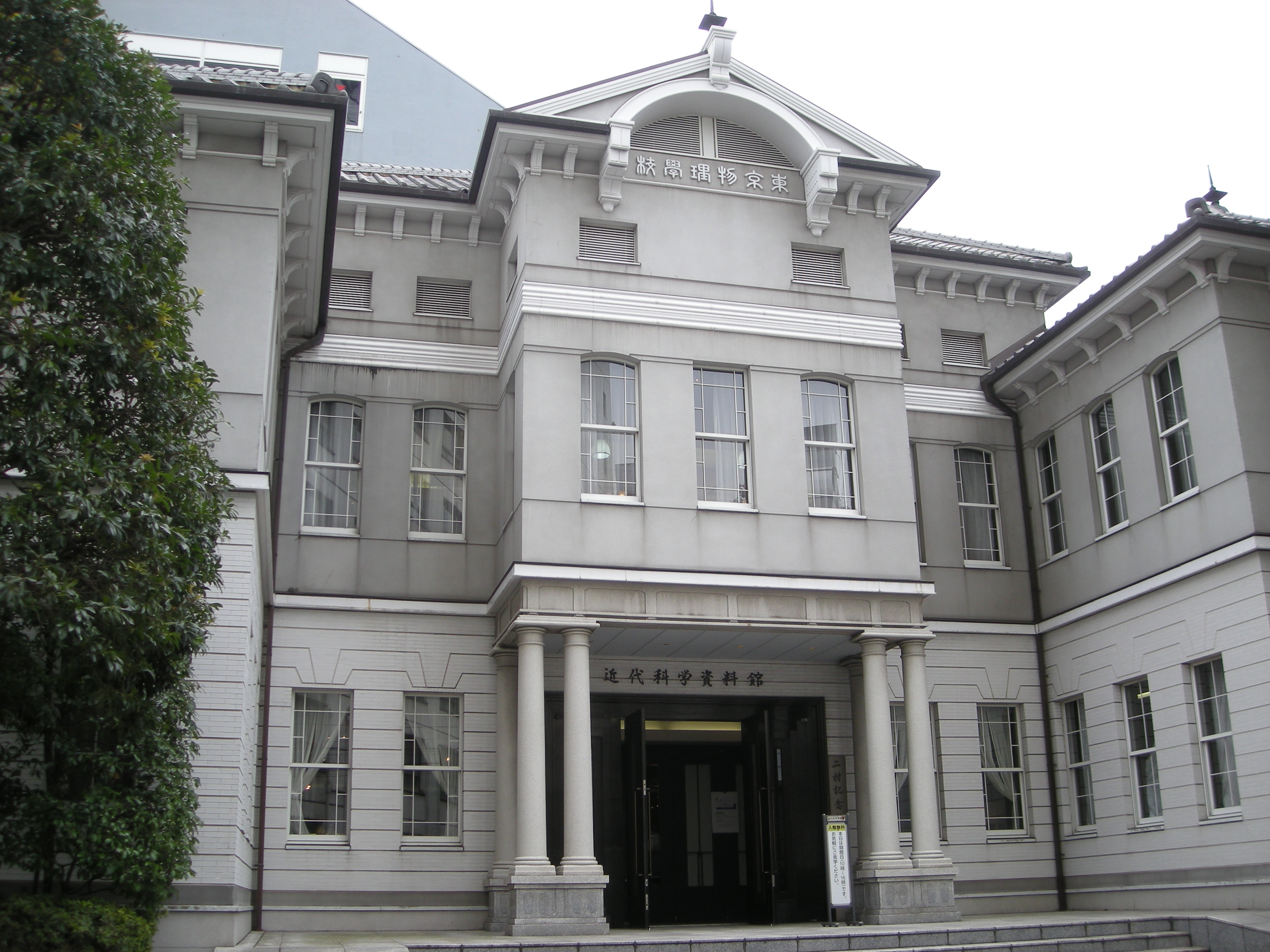
Universitätsmuseum für Moderne Wissenschaften, gebaut nach dem Modell des ehemaligen Schulgebäudes

Die Naturwissenschaftliche Universität Tokio (jap. 東京理科大学, Tōkyō rika daigaku, englisch Tokyo University of Science, kurz: Rikadai (理科大) oder Ridai (理大)) ist eine private Universität in Japan. Der Hauptcampus liegt in Kagurazaka, Shinjuku-ku in Tokio.

## Geschichte
Gegründet wurde die Universität 1881 von den 21 Absolventen der Kaiserlichen Universität unter dem Namen Physikakademie Tokio (東京物理学講習所, Tōkyō butsuri-gaku kōshūjo). Sie gründeten die Akademie, um Naturwissenschaften in Japan zu verbreiten; früher gab es im Staat nur eine naturwissenschaftliche Bildungsanstalt – ihre Alma mater. 1883 wurde die Akademie in Physikschule Tokio (東京物理学校, Tōkyō butsuri gakkō) umbenannt, und 1906 zog sie in den heutigen Kagurazaka-Campus um. 1917 wurde sie als Fachschule anerkannt.
1949 entwickelte sie sich zur Naturwissenschaftlichen Universität Tokio mit einer Fakultät (Naturwissenschaften; Tageskurse und Abendkurse). Sie fügte Fakultäten hinzu: Pharmazie (1960), Ingenieurwissenschaften (1962), Natur- und Ingenieurwissenschaften (1967), Industrielle Natur- und Ingenieurwissenschaften (1987; jap. 基礎工学部, engl. Faculty of Industrial Science and Technology), und Betriebswirtschaftslehre (1993).
Die Bildungskörperschaft der Universität trug zwei weitere Universitäten, eine in San’yō-Onoda in der Präfektur Yamaguchi (山口東京理科大学, Yamaguchi Tōkyō rika daigaku, gegründet 1987) und eine in Chino in der Präfektur Nagano (諏訪東京理科大学, Suwa Tōkyō rika daigaku, gegründet 1990). Sie wurden in die öffentlichen Universitäten umgewandelt (Yamaguchi: 2016, Suwa: 2018).

## Fakultäten
- Kagurazaka-Campus (in Shinjuku, Tokio. 35° 41′ 57,8″ N, 139° 44′ 28,8″ OKoordinaten: 35° 41′ 57,8″ N, 139° 44′ 28,8″ O):
  - Fakultät für Naturwissenschaften (Tageskurse und Abendkurse)
  - Fakultät für Ingenieurwissenschaften
  - Fakultät für Betriebswirtschaftslehre
- Noda-Campus (in Noda, Präfektur Chiba. 35° 55′ 4,5″ N, 139° 54′ 25,6″ O):
  - Fakultät für Natur- und Ingenieurwissenschaften
  - Fakultät für Industrielle Natur- und Ingenieurwissenschaften (2.–4. Jahrgangsstufen)
  - Fakultät für Pharmazie
- Oshamambe-Campus (in Oshamambe, Präfektur Hokkaidō. 42° 30′ 30,2″ N, 140° 21′ 48″ O):
  - Fakultät für Industrielle Natur- und Ingenieurwissenschaften (1. Jahrgangsstufe)